# Kamarás Iván
Kamarás Iván (Pécs, 1972. december 22. –) Jászai Mari-díjas magyar színész. Édesanyja Uhrik Teodóra Kossuth-díjas táncművész.

## Életpályája
Édesanyja Uhrik Teodóra balett-táncos, akinek második férje, Lovas Pál balett-táncos volt Kamarás nevelőapja féléves korától, féltestvére Anna. Édesapja Kamarás András grafikusművész, féltestvére Kamarás Marco zenész, aki Párizsban nőtt fel. Kamarás Iván Pécsett érettségizett az ANK angol két tannyelvű gimnáziumában.
Már általános iskolásként is amatőr színjátszókörbe járt, ahol a Lázár Ervin Gyere haza, Mikka-makka címszerepében lépett először színpadra. Ezután az úttörőház színjátszóköre következett – egyedüli fiúként –, majd a Fegyveres erők klubjában Moravetz Levente stúdiójában tanulta a mesterséget. Még gimnazistaként játszhatott a pécsi Kamaraszínházban, A három sárkány című Hunyady Sándor darabban. Ezután elsőre felvették a Színház és Filmművészeti Főiskolába, ahol 1995-ben végzett Kapás Dezső és Horvai István osztályában. 1995–1997 között a Budapesti Kamaraszínház, 1997–2009 között pedig a Vígszínház tagja volt. Szinkronizált is. 2009-ben – először csak egy évre – kiköltözött Los Angelesbe, majd folyamatosan ingázott Budapest és Amerika között, ahol a filmezésé lett a főszerep.
A zene egész fiatalkorától elkísérte, így ezen a területen is kipróbálta magát. Stílushatárok nélkül hallgat zenét, eleinte a pop, az alternatív, majd a blues, a rock és a punk is hatással voltak rá, később pedig a sanzon és a swing is a kedvelt műfajai közé kerültek. Már 16 éves korától nagy hatással volt rá David Bowie, aki előadói munkássága során mindig is inspirációt jelentett számára. Iskolásként a Maradék nevű együttesben játszott, ami a Coda előzenekarként lépett fel. Első, Bombajó című szólólemezének drum and bass-es zenei alapjait 2000-ben Zságer Balázs és Fogarasi László készítették. Az album zenei világával – 1960-as évek – Sándor Pál tévéműsoraiban találkozott, majd Vajdai Vilmossal válogatták. Közreműködője volt több színészek által felénekelt albumnak is: 2003-ban Galambos Zoltán, Teravágimov Pál és Kertész Viktor „Így énekelünk mi” című színészlemezén, 2007-ben a „Csináljuk a fesztivált” (CD+DVD) és 2009-ben a „Színész dalok” válogatásokon. 2016-ban Nagy Ádámmal (aki a Roy & Ádám Trió gitáros-dalszerzője) létrehozta az Idegenek az éjszakában című produkciót a Strangers In The Night Sinatra-sláger ihletésben. A duó Frank Sinatra és kortársainak legendás dalait adja elő az 1930-, 1940- és 1950-es évekből. Ebben Kamarás Iván azonkívül, hogy énekel és gitározik, a dalok között személyes élményeit is megosztja a nézőkkel. Először augusztus 2-án az Ördögkatlan Fesztiválon léptek fel, illetve 21-én a Budapesti Nyári Fesztiválon egy nagykoncerttel, majd koncertturnéra indultak Magyarország határain belül és túl. Ezután 2018-ban, az Orfeum Mulatóban mutatta be az Egy fess pesti este című koncertestjét, melyben felhangoznak az 1920–1960-as évekből a „magyar filmgyártás aranykorát” felvonultató dalok (mint a Meseautó, Kicsit szomorkás a hangulatom máma, Villa Negra, Odavagyok magáért, vagy a Fogj egy sétapálcát) gipsy-swinges stílusban a közreműködő Egy Fess Banddel áthangszerelve és életrajzi könyvekben sem olvasható kulisszatitkok a kor legnagyobbjairól, mellyel szintén járja az országot.
2004-ben Kamarás Iván mutathatta be Magyarországon Pierre Cardin Revelation parfümjét. Ekkor, a divat és a formatervezés világán túl a fiatal művészeket is támogató Cardin párizsi színházába a közép-kelet-európai művészek közül elsőként kapott meghívást és egy tévéstáb kíséretében betekinthetett a parfümkészítés világába is.

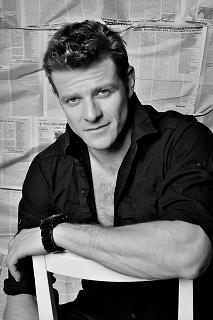
Kirschner Anna fotója (2011)

2012 őszén alakult – a Magyarországon ilyen képzéssel elsőként akkreditált – Go to Casting! Filmszínész iskola, ahol – Pokorny Liával közösen – színészmesterséget oktat a diákoknak a hazai és amerikai tanulmányai alapján.
Hobbija a sport és a testedzés. Sokféle ágát művelte a gyógytornától a piláteszen keresztül a jógán át, a bokszig, vagy épp biciklizett, falat mászott, Amerikában pedig rendszeresen szörfözik, görkorcsolyázik, úszik is. Nyolc évig kempózott is, amiben eljutott az instruktori szintre és edzésprogramot is írt. 2014-ben „Formabontó Kamarás Ivánnal” címmel 16 részes fitneszműsort készített Ács Zoltán sportszakmai vezetővel. Másik hobbija a motorozás, amit huszonhárom évesen kezdett el.
Szívesen áll jótékony célok mellé. 2014 októberétől az SOS Gyermekfalvak „Kéznyom kampány”ának nagykövete. 2015-ben az 50 tehetséges magyar fiatal program keretében Enyedi Ágnes – népdal énekes és gyűjtő – mentora.

### Magánélete
A Lengyel Rita korábbi modellel történt házasságából született eső gyermeke, Igor (2001).   Majd Lendvai Katalin egykori modellel való kapcsolatából született második fia, Zalán (2003), akit csak egy DNS-vizsgálat után ismert el a színész és akinek édesanyja 2010-ben elhunyt. 2005 és 2009 között Kapócs Zsóka volt a párja.

### Színház
Főiskola után a Budapesti Kamaraszínháznál helyezkedett el. A közönség figyelmét először a Ruszt József által rendezett William Shakespeare: Othello című darabban nyújtott Othello-alakításával hívta fel magára, mellyel elnyerte 1996-ban a Színikritikusok Díját. A darab televíziós színházi közvetítése által országosan ismertté vált. Ez nagy terhet rakott az akkor még csupán egy éve végzett színészre, de a rendezővel való találkozás meghatározó volt számára.
1997-ben átszerződött a Vígszínházhoz. Előbb a Pesti Színházban játszott, ahol alakíthatta Dés László A dzsungel könyve Sír Kánját Hegedűs D. Géza rendezésében és Alföldi Róbert A Phaedra-story előadásának Hippolütoszát is. Egy évad után került át a nagykörúti színházépületbe. A színháznál töltött évtizeden át a világirodalom legkülönfélébb szerepeiben mutatkozhatott be és hamar vezető színésszé vált.
Dolgozott vezető társulatoknál és alternatív színházi műhelyekben. Játszott többek között a Győri Nemzeti Színház, a Szegedi Nemzeti Színház, a Hevesi Sándor Színház, a szombathelyi Kamara Savaria, Gyulai Várszínház, a Merlin Színház színpadain is. 2006-ban tagja volt Vasvári Emese Lakásszínházának, amely előadásból 2007-ben mobilfilm is készült Kamarás Iván ötlete alapján. Színházi rendezőként is bemutatkozott Gulyás Nagy György brácsás felkérésére (akit a Vígszínházban ismert meg): 2009-ben Csajkovszkij Anyegin című operájának keresztmetszetét rendezte meg Keszthelyen.
2009-től szabadúszó, és egy időre a színház háttérbe szorult az életében.
2015 decemberében a Játékkészítő című zenés akciómese teljesen új szereplőjeként, mint Keptén kapitány a kalózvezér lépett színpadra. A pop-show-musical új karakterét – amelyik egy külön dalt is kapott Jobb élet vár címmel – kifejezetten személyére írták.
2019 végétől – Csányi Sándor szerepeit átvéve – a Thália Színház két előadásában is színpadra lépett. Robert Dubac A férfi agy, avagy nincs itt valami ellentmondás?! című egyszemélyes vígjátékában, Szirtes Tamás rendezésében és a Goda Krisztina által rendezett Terrence McNally Ketten egyedül című darabban Schell Judittal.

### Filmezés
Első filmszerepét még a főiskolán a Nagy Károlyról szóló háromrészes óriásprodukció Kis Pipinjeként (angolul), majd 1996-ban Schmidt Arnold Stationary című rövidfilmjében kapta. Ettől kezdve számos magyar és pár nemzetközi filmben (például a Pokolfajzat 2: Az aranyhadsereg – Hellboy II The Golden Army – amerikai produkcióban) is szerepelt. Az 1990-es évek végén A miniszter félrelép és az Európa expressz aratott nagy sikereket. 2002-ben együtt szerepelt Darvas Ivánnal – akihez sokan hasonlítják – a Szent Iván napja című filmben, majd a Szerelem utolsó vérig olasz-magyar filmdráma Dandyje.
2007-ben Lebár József animációs rendező kísérleti filmjének társalkotója volt. Ugyanebben az évben a Moziünnepen mutatták be Sóhajok című saját készítésű, ötven perces mobilfilmjét, amit maga rendezett, ő volt az operatőr, a forgatókönyvíró és az egyik főszereplő is. Misima Jukio Aoi című kamaradrámájának előadását mutatta be az egyik szereplő szemszögéből. Ennek előzménye egy a Vígszínházban általa, a fényképezőgépével forgatott 35 perces ál-dokumentumfilm volt kollégáival, ebből merítette az ötletet. Később, 2009-ben az M1 MobilVers című, száz részesre tervezett versmondó műsorának ötletadója volt. A produkciókat televíziós kamerával és mobiltelefonnal egyaránt rögzítették.
2009-től életében egy időre a filmezésé lett a főszerep. Amerikába ment, hogy tanuljon és megismerhesse e műfaj fogásait, hiszen egész más a szereplőválogatás és a teljes felkészülési munka is, mint a színház világában. Előbb filmrendezői szakot hallgatott, majd éveken át több filmes, színészi kurzusra is járt, miközben kisebb-nagyobb munkái is adódtak. Filmszerepekben 2013-ra érte utol, sőt túl is lépte a színpadi szerepei számát. Ebben az évben körülbelül tíz film jött ki, amiben szerepelt, ezekből a több külföldi. Ilyen a Válaszcsapás (Strike Back) című HBO-sorozat „Skander” nevű orosz bérgyilkosa és bekerült egy másik fontos, életrajzi sorozatba is, amelyet a BBC indított Ian Flemingről, amiben az író egyik barátját, náci tisztet alakít. Németül és angolul is beszél a filmben. A The Mark című film harmadik részében pedig Christopher Lambert Antikrisztus szerepét vette át. De ebben az évben forgatta a Megdönteni Hajnal Tímeát magyar vígjátékot is. Nem veti meg a kis költségvetésű filmeket sem. Szívesen bátorítja azokat, akikben hisz, így például többször dolgozott együtt Géczy Dávid rendezővel kisfilmjeiben, akinek bízik nagyfilmjében is, ami Game Over Club címmel kerül a mozikba, illetve a Tékasztorik 2 egyik főszereplője is. Ezek mellett több magyar sorozatban is szerepet vállal: a Korhatáros szerelemben, a Csak színház és más semmiben, az Aranyéletben, A mi kis falunkban Mintaapákban és a Hazatalálszban.

## Színpadi szerepei

### Önálló előadóestek
- Idegenek az éjszakában (bemutató: Pesti Színház, 2017)[70]
- Egy fess pesti este (bemutató: Orfeum Mulató, 2018)[28]

## Filmjei

### Játékfilmek
| - Stationary (rövidfilm, 1996) - Ezüstnitrát (francia-olasz-magyar film, 1996) - Bolse vita (1996) - árva - A bűvész (rövidfilm, 1996) - A miniszter félrelép (1997) - Marosi Róbert - Európa Expressz (1998) - Jimmy - A Morel fiú (rövidfilm, 1999) - Géza - Fehér alsó (rövidfilm, 2000) - A csodálatos mandarin (rövidfilm, 2001) - Tramp - Vademberek (2001) - István - Szerelem utolsó vérig (2002) - Dandy - Szent Iván napja (2002) - Székely Iván - Somlói galuska (rövidfilm, 2002) - Libiomfi (2003) - színész a válogatáson - Sóhajok (2005) - Le a fejjel! (2005) - Kozár, a bérgyilkos - Semleges hely (rövidfilm, 2006) - férfi - Para (2008) - Viktor - Pokolfajzat 2: Az aranyhadsereg (amerikai akciófilm, Hellboy II: The Golden Army, 2008) - Steel ügynök - Team Building (2009) - Sanyi - Igazából apa (2010) - Bálint - Hirtelen halál (amerikai akcióthriller, Sudden Death!, 2010) - Thug - Üvegtigris 3. (2010) - Dr. Csopkai Ferenc - A tüke fenomén (dokumentumfilm, 2010) - önmaga - A Love Affair of Sorts (amerikai romantikus vígjáték, 2011) - Boris - Vér és tűsarok (rövidfilm, 2012) - Ivan Milkov - Aglaja (2012) - Milo - Rabbi vagy miazisten (rövidfilm, 2012) - Tibi - The Mark (amerikai akciófilm, 2012) - Phillyp Turk - The Mark: Redemption (holland akciófilm, 2013) - Phillyp Turk - Die Hard – Drágább, mint az életed (2013) - autóvezető - 100 Degrees Below Zero (amerikai szélhámosfilm, 2013) - Dr. Goldschein - The Developer (rövidfilm, 2013) - az overálos fiú - Z világháború (amerikai-máltai akciófilm, World War Z, 2013) - Gambling Soldier - A helyőrség: A Szpecnaz ébredése (angol akció-horror, Outpost: Rise of the Spetsnaz, 2013) - Fyodor - Üzenet (rövidfilm, 2014) - Nyurga - Dumapárbaj (2014) - Kész átverés show műsorvezető - Megdönteni Hajnal Tímeát (2014) - Róbert - Apám megmutatja (rövidfilm, 2014) - Miklós - A győztes (rövidfilm, 2014) - fiatal Kovács István - A kém (amerikai akció-vígjáték, Spy, 2015) - Club Emcee klubtulajdonos - Lámpagyújtogatók (2015) - Kamarás Iván, "aki eljátssza, hogy nem ő az" - Cop Mortem (2016) - John Holdon, Interpol-ügynök - High and Outside (amerikai filmdráma, 2017) - Hans - Dead End (brit rövidfilm, 2017) - „a magyar” - A nagy dobás (rövidfilm, 2018) - „főszereplő” - Osztálytalálkozó (magyar dokumentumfilm, 2018) - Game Over Club (magyar filmvígjáték, 2018-ban forgatott, de bemutatásra nem került film) - futballedző - Tékasztorik 2 (magyar romantikus filmvígjáték, 2020) | - Charlemagne, le prince à cheval (mini tévésorozat, 1994) - Kis Pipin - Othello (színházi közvetítés 1996) - Othello - Mohács (1996) - II. Lajos magyar király - Egy csésze fekete (1996) - Hölgyválasz (1998) - Családi album (sorozat, 1999) - Első generáció (sorozat, 2001) - Evil - Mikor siel az oroszlán? (2001) - férfi a hegyen - Szeret, nem szeret (2003) - Köszönet a szabadság hőseinek (2006) - Miklós - Szent István - Egy Ország Születése (2007) - Szent László - Beugró (2009) - Alíz és a hét farkas (2009) - Iván, az ikertestvér - MobilVers (2009) - Hús vétkek (2009) - Találd ki magad! (2009) - A néma szemtanú (angol tévéfilmsorozat, Silent Witness, 2011) - Feljegyzések az egérlyukból (2011) - Zverkov - Százbólegy (sorozat, 2012) - fura férfi - Las aventuras del capitán Alatriste (spanyol tévésorozat, 2013) - Fiore - Válaszcsapás (HBO-sorozat, Strike Back, 2013) - Skander - Drakula (amerikai drámasorozat, Dracula, 2013) - árverésvezető - Fleming - Rázva, nem keverve (angol életrajzi drámasorozat, 2014) - Von Ostheim, német tiszt - Houdini (életrajzi minisorozat, 2014) - Raszputyin - Kossuthkifli (2015) - Péntek Kajetán - Tömény történelem (magyar vígjátéksorozat, 2016) - Drakula / Koppány / Rákóczi Ferenc / mesélő - Korhatáros szerelem (2017–2018) - Viktor - Aranyélet (2018) - Degesz - Csak színház és más semmi (2018) - Tomi - A mi kis falunk (2020) - Kamarás Iván (vagyis önmaga paródiája) - Apatigris (2020) - Artúr - Mintaapák (2020–2021) - Szalay Géza - Hazatalálsz (2023–2024) - Jack - Memento mori – A váci legenda (2023) - Pálhalmi György - S.E.R.E.G. (sorozat) (2024) – Horváth Tibor |

## Szinkronszerepei

### Sorozat szinkronszerepek
| Sorozat magyar címe | Sorozat eredeti címe | Karakter                | Eredeti színész | Műfaj            |
| Drót                | The Wire             | Russell ’Stringer’ Bell | Idris Elba      | amerikai sorozat |

### Film szinkronszerepek
| Film magyar címe                 | Film eredeti címe                             | Karakter                           | Eredeti színész  | Műfaj                                            |
| Csapda                           | Snitch                                        | John Matthews                      | Dwayne Johnson   | amerikai akcióthriller                           |
| Durr, durr és csók               | Kiss Kiss Bang Bang                           | "Gay" Perry van Shrike             | Val Kilmer       | amerikai bűnügyi film-vígjáték                   |
| Egyetlen lövés                   | A Single Shot                                 | John Moon                          | Sam Rockwell     | amerikai thriller                                |
| Galaxis útikalauz stopposoknak   | The Hitchhiker's Guide to the Galaxy          | Zaphod Beeblebrox                  | Sam Rockwell     | amerikai sci-fi-vígjáték                         |
| Immigrants – Jóska menni Amerika | Immigrants (L.A. Dolce Vita)                  | Mr. Csapó, bártulajdonos           | Dan Castellaneta | amerikai-magyar animációs film                   |
| A kulcsfigura                    | The Lookout                                   | Gary Spargo                        | Matthew Goode    | amerikai dráma                                   |
| A mogyoró-meló                   | The Nut Job                                   | Grayson                            | Brendan Fraser   | kanadai-dél-koreai-amerikai animációs kalandfilm |
| Narnia Krónikái – Caspian herceg | The Chronicles of Narnia – Prince Caspian     | Szélpata                           | Cornell John     | angol-amerikai fantasy                           |
| A rózsaszín párduc               | The Pink Panther                              | Nigel Boswell, 006-os ügynök       | Clive Owen       | amerikai vígjáték                                |
| Superman: Ítéletnap              | Superman: Doomsday                            | Clark Kent (Superman)              | Adam Baldwin     | amerikai animációs film                          |
| A tengerészgyalogos              | The Marine                                    | John Triton                        | John Cena        | amerikai akciófilm                               |
| A tíz csapás                     | The Reaping                                   | Doug Blackwell                     | David Morrissey  | amerikai thriller/horror                         |
| Túl a barátságon                 | Brokeback Mountain                            | Ennis del Mar                      | Heath Ledger     | kanadai-amerikai filmdráma                       |
| Vad galamb                       | Valiant                                       | Gixer                              | Ricky Gervais    | angol animációs film                             |
| Ruben Brandt, a gyűjtő           | Ruben Brandt, Collector                       | Ruben Brandt (angolul és magyarul) | Kamarás Iván     | magyar animációs film                            |
| Világzabáló és a visszacsinálók  | The Demolisher of the World and the Restorers | (angol nyelvű) mesélő              |                  | magyar homokanimációs mesefilm                   |

## CD-i
- Bombajó (2000) - önálló album
- Revelation (2005) - kis példányszámban kiadott maxi album[93]

Közreműködőként:
- „így énekelünk mi” (2003)
- „Csináljuk a fesztivált” (CD+DVD, 2007)[19]
- „Színész dalok” (2009)[20]

## Díjai
- Színikritikusok Díja - legjobb férfialakítás (William Shakespeare: Othello, Budapesti Kamaraszínház; 1996)[94]
- Ajtay Andor-emlékdíj (2000)
- Hegedűs Gyula-emlékgyűrű (2000)
- Súgó Csiga díj - Magyarország 12 legnépszerűbb színésze 2002-ben díj (2003)[95][96]
- Jászai Mari-díj (2006)
- VII. Pécsi Országos Színházi Találkozó - az év férfi színésze (Vinterberg-Rukov-Hansen: Az ünnep, Pesti Színház; 2007)[97]
- Arany Medál díj - Az év színésze közönségdíj (2012)[98]
- Zugló díszpolgára (2023)[99]